# Argumentum ad temperantiam
Argumentum ad temperantiam (łac. „argument do umiaru”) – znany też jako fałszywy kompromis, prawdopośredkienizm, błąd złotego środka, polega na pozamerytorycznym sposobie argumentowania, w którym dyskutant fałszywie zakłada prawdziwość stwierdzenia będącego kompromisem pomiędzy dwoma skrajnymi poglądami. Niekoniecznie oznacza to, że argument za pośrednim rozwiązaniem lub kompromisem jest zawsze błędny, a raczej ma zastosowanie przede wszystkim w przypadkach, gdy taka pozycja jest źle poinformowana, nierealna lub niemożliwa, lub gdy argument jest nieprawidłowo wykonany, że stanowisko jest poprawne tylko dlatego, że znajduje się pośrodku.

Jeśli dwie strony spierają się, jedna utrzymując, że 2+2 = 4, a druga twierdząc, że 2+2 = 6, z pewnością Anglik wejdzie i ustali, że 2+2 = 5, uznając obie grupy za ekstremistów. Ma rację, opisując ich jako ekstremistów, ale błędnie zakłada, że to udowadnia, że się mylą.